# Municipio de Clarendon
El municipio de Clarendon (en inglés: Clarendon Township) es un municipio ubicado en el condado de Calhoun en el estado estadounidense de Míchigan. En el año 2010 tenía una población de 1139 habitantes y una densidad poblacional de 12,31 personas por km².

## Geografía
El municipio de Clarendon se encuentra ubicado en las coordenadas 42°6′32″N 84°52′32″O / 42.10889, -84.87556. Según la Oficina del Censo de los Estados Unidos, el municipio tiene una superficie total de 92.51 km², de la cual 92,04 km² corresponden a tierra firme y (0,51 %) 0,47 km² es agua.

## Demografía
Según el censo de 2010, había 1139 personas residiendo en el municipio de Clarendon. La densidad de población era de 12,31 hab./km². De los 1139 habitantes, el municipio de Clarendon estaba compuesto por el 96,4 % blancos, el 0,53 % eran afroamericanos, el 0,61 % eran amerindios, el 0,09 % eran de otras razas y el 2,37 % eran de una mezcla de razas. Del total de la población el 1,4 % eran hispanos o latinos de cualquier raza.